# 風納土城
風納土城（ふうのうどじょう/プンナットソン）は、大韓民国（韓国）ソウル特別市松坡区風納洞にある三国時代百済前期の都城遺跡。大韓民国指定史跡第11号に指定されている（指定名称は「서울풍납동토성（서울風納洞土城）」）。

## 概要
朝鮮半島中央部、ソウル特別市南東部の漢江東岸に位置する土城の遺構である。南北に長い長方形状をなし、規模は南北約1.5キロメートル、東西約0.3キロメートル、総延長約3.5キロメートルである。土城として朝鮮半島最大規模である。西壁の大部分は漢江の洪水で消失している。土塁は2段築成で、基底部幅は約30メートル、高さは5メートルほどある。1997年から数度の発掘調査が行われている。
発掘調査によると、土城築造以前の紀元前1世紀から紀元後3世紀中頃（原三国時代）、土城域には3重環濠集落と竪穴建物が存在していた。その後、土城は遅くとも3世紀前後には完成しており、三国時代百済前期を通じて使用された。百済時代のものとしては、祭祀に関係する大型建物の遺構や、竪穴建物等の多数の遺構が見つかったほか、大量の百済土器・瓦・鉄器、中国南朝の陶磁器が出土している。こうした調査結果から、風納土城を中心として南方の夢村土城とともに百済の漢山城（河南慰礼城、475年陥落）を構成したとする説が有力視されている。周囲には百済王陵と見られる石村洞古墳群がある。
百済は、4世紀中頃までは、漢城に王都をおいており、このときの王城とみられているのが、漢江南岸に築かれた風納土城である。風納土城が、「土城」とよばれているのは、周囲3.5キロメートルほどの長方形の土塁に囲まれているからであるが、城を長方形の城壁で囲む形は、中国王朝が採用していたものであるため、この風納土城も、もともとは帯方郡に属した県城の一つとみられている。高句麗の帯方郡征圧後、高句麗の属城となり、やがて高句麗からの自立を図った百済の王城となったとみられる。かつては帯方郡の郡衙に比定する説もあったが、これに関連すると思われる遺構は見つかっていない。
遺構は、1963年1月21日に「広州風納里土城」として大韓民国指定史跡第11号に指定された。その後2011年7月28日、指定名称は「ソウル風納洞土城」に変更されている。

## ギャラリー

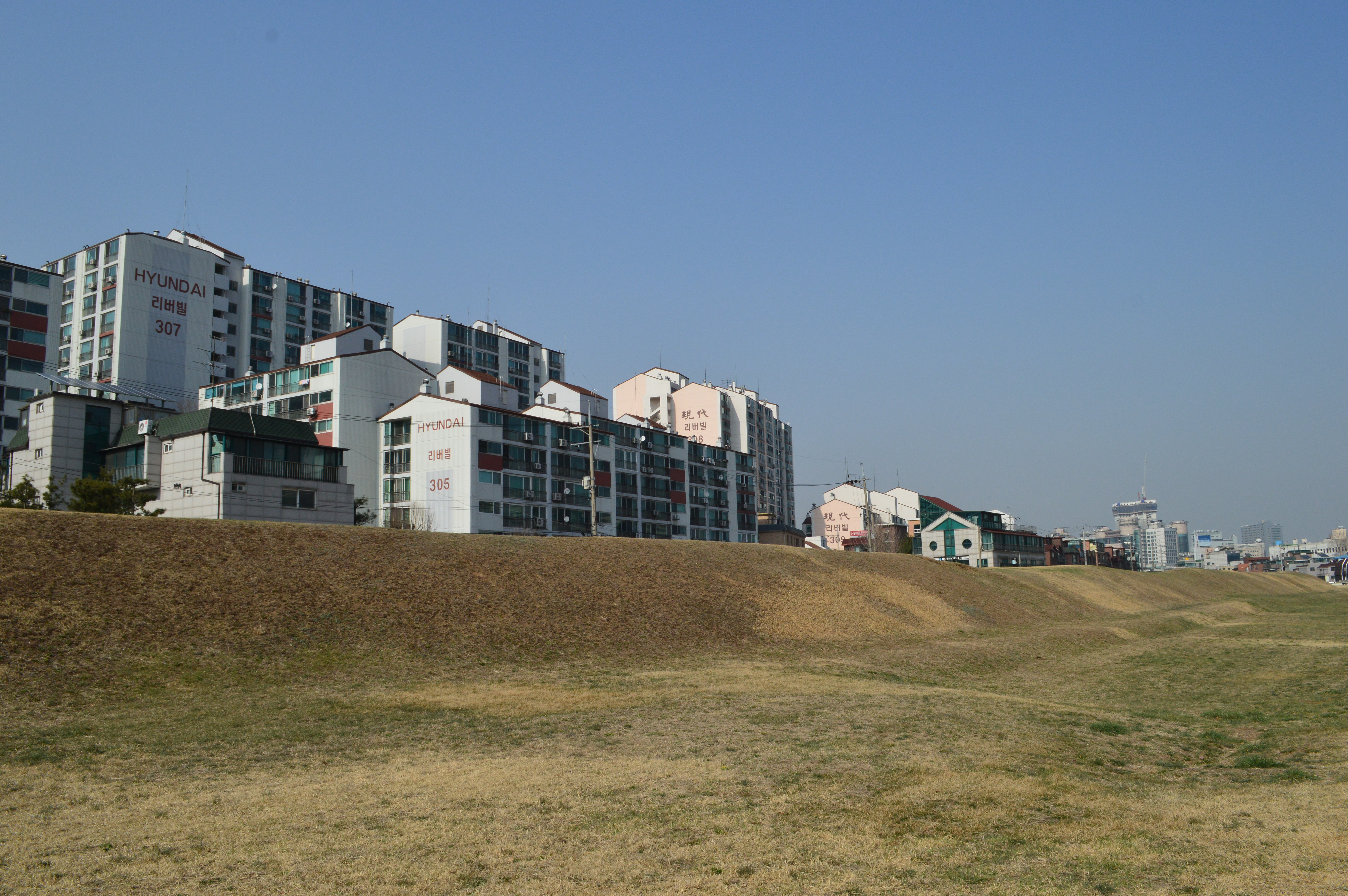
風納土城 土塁（別角度より）
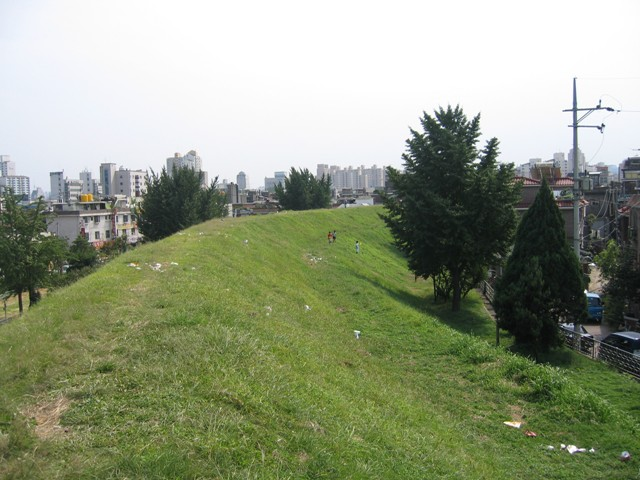
土塁上面
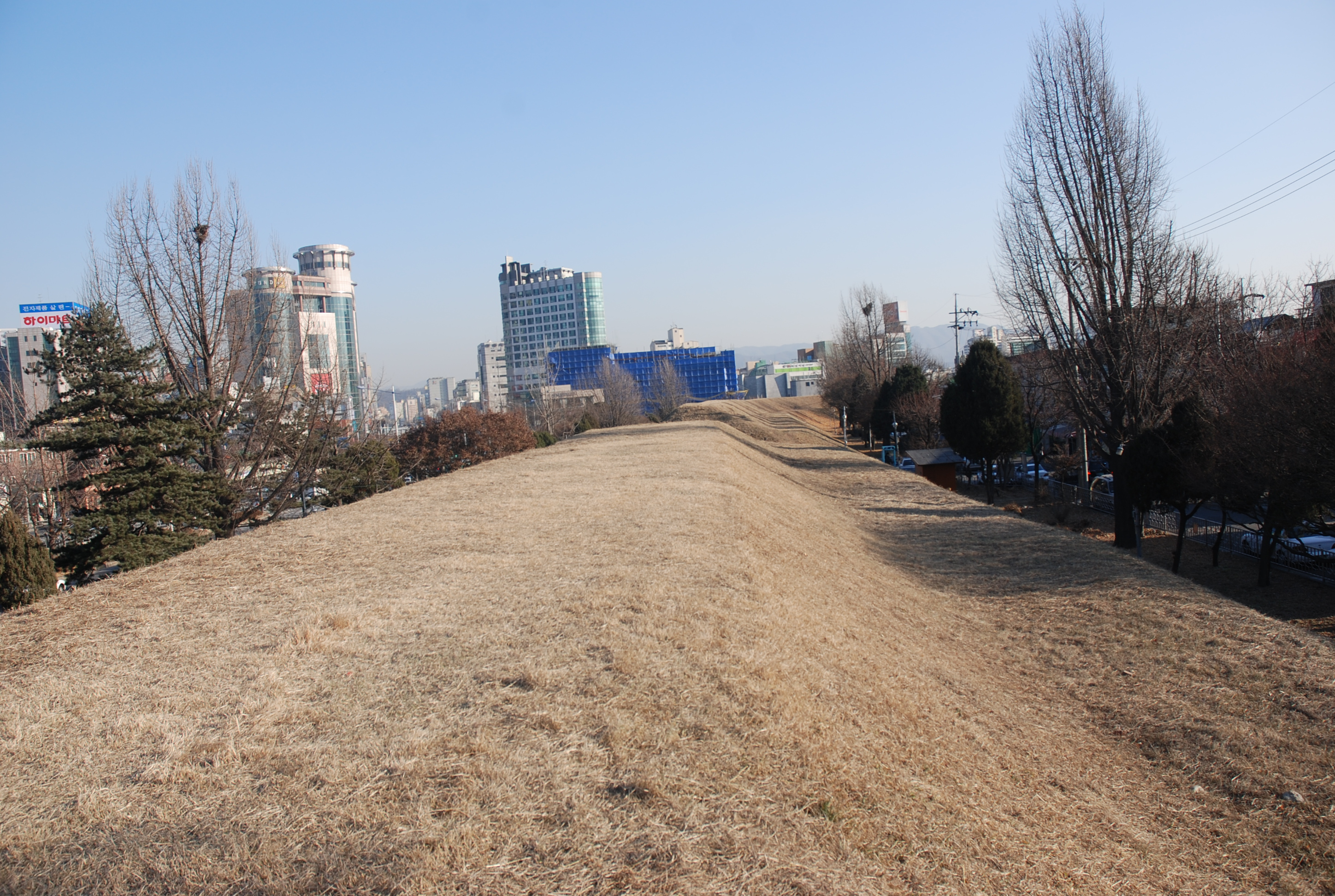
土塁上面の冬景色
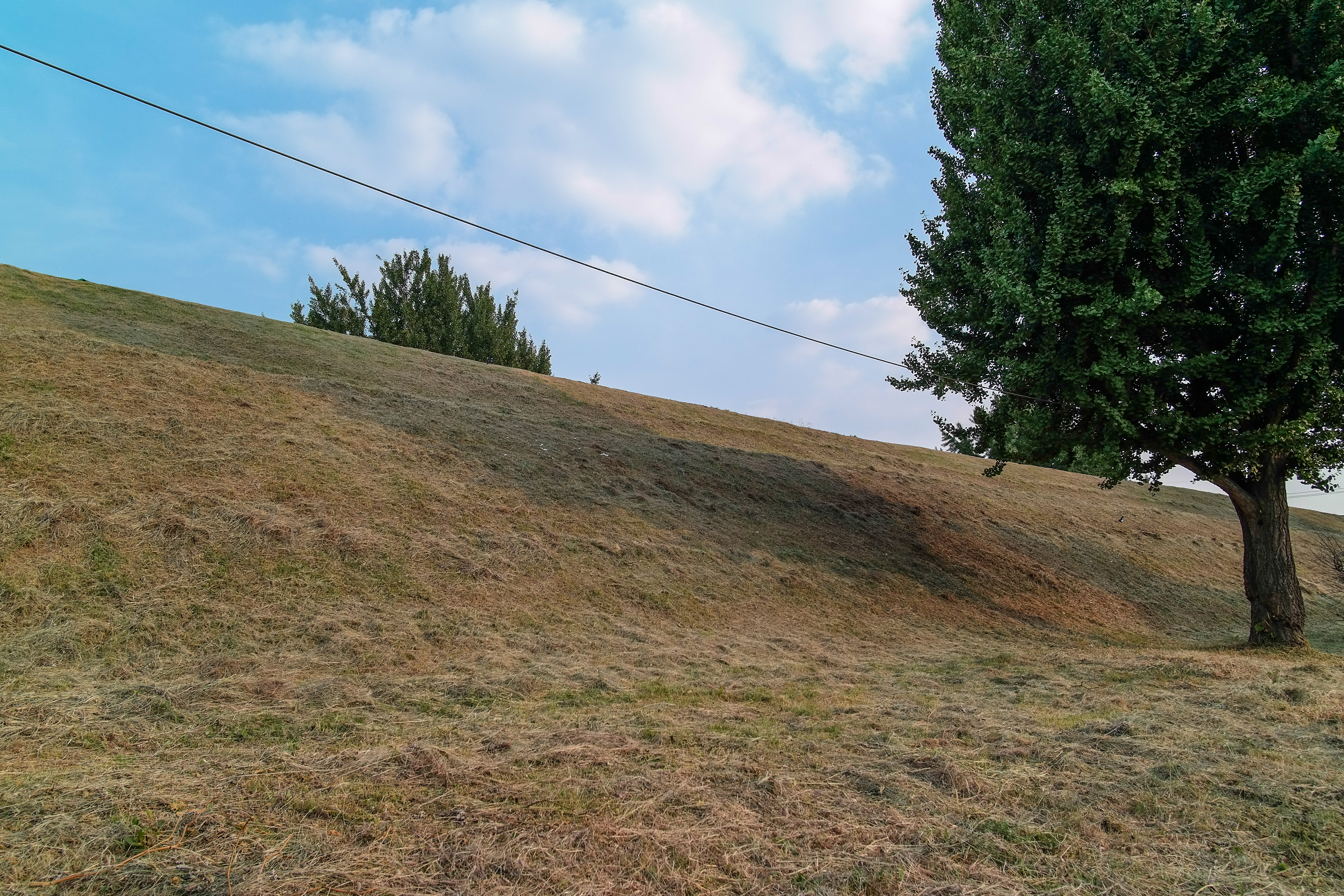
土塁斜面
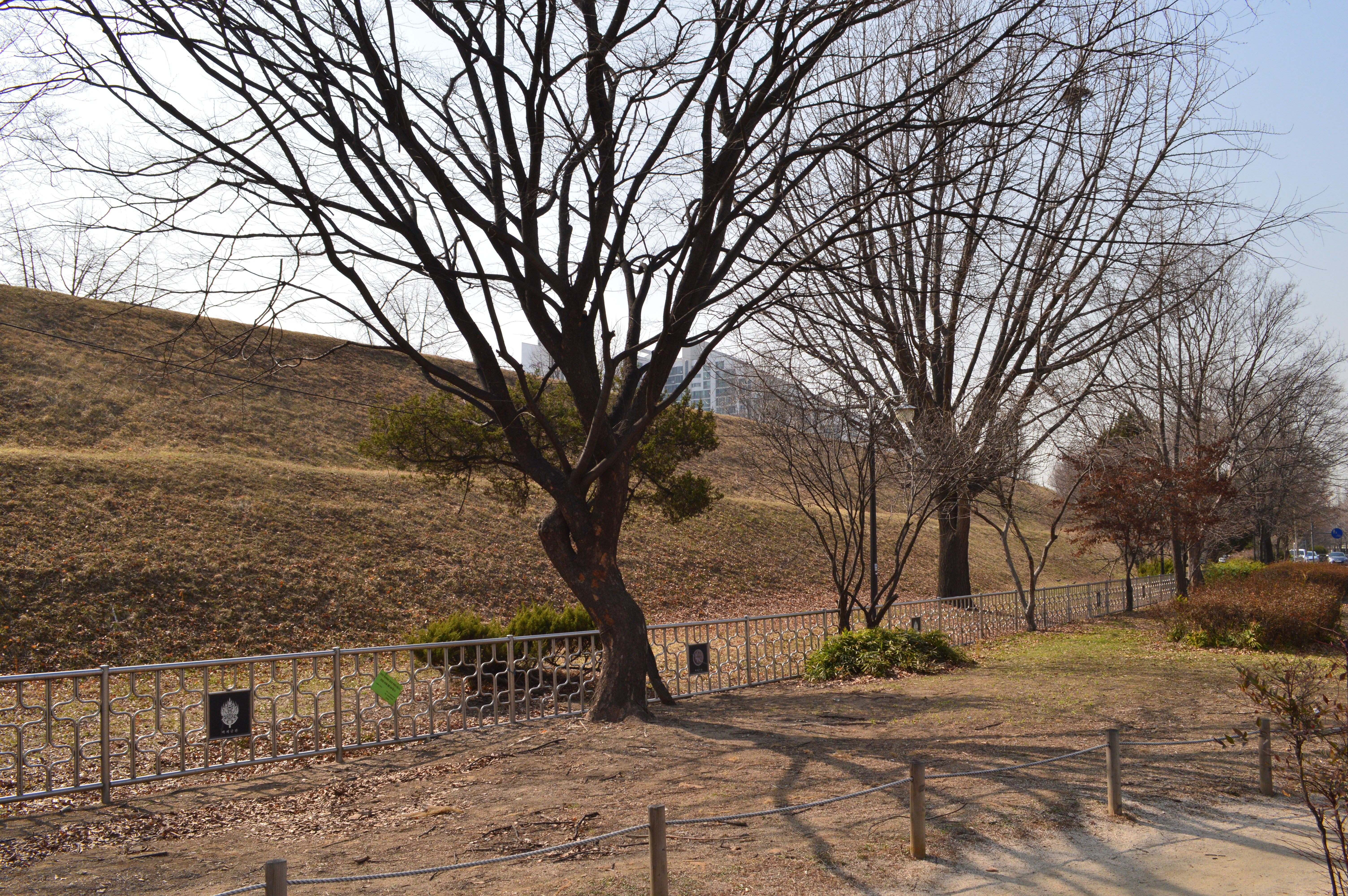
土塁斜面（柵あり）
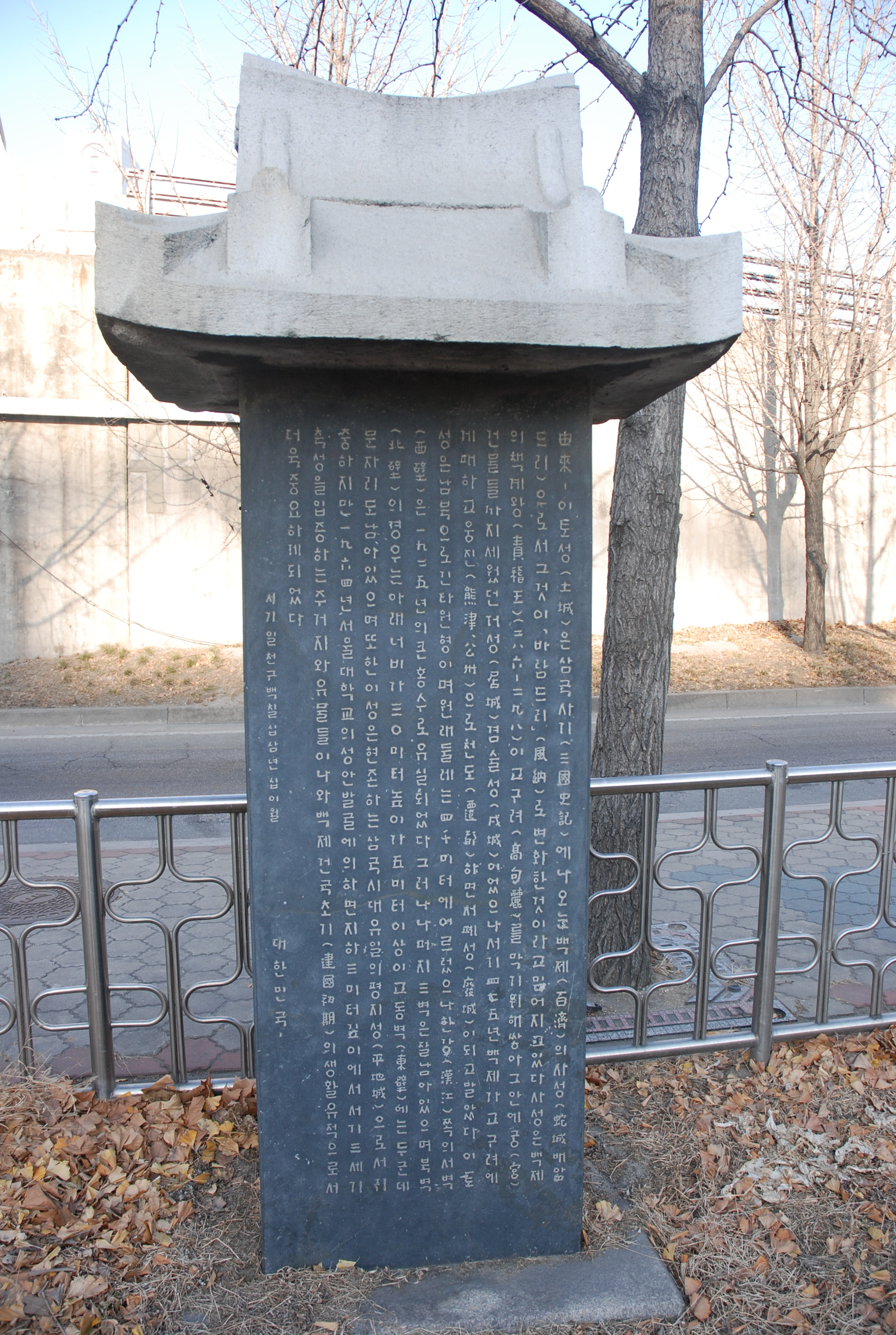
風納土城記念碑（1973年建立）

## 現地情報
交通アクセス
- 地下鉄
  - ソウル交通公社5号線・8号線 千戸駅（風納土城）（10番出口）
  - ソウル交通公社8号線 江東区庁駅（4番または5番出口）

周辺
- 漢城百済博物館
- 夢村土城 - 百済前期の都城推定地の1つ。
- 石村洞古墳群 - 百済時代の古墳群。
- 可楽洞古墳群 - 百済時代の古墳群。
- 芳荑洞古墳群 - 百済時代とする説があったが、現在は6世紀後半以降の新羅時代古墳と推測される。